# Министерство юстиции Индии
Министерство юстиции Индии несёт ответственность за правовые вопросы, справедливость и законодательство в Индии. Одно из старейших министерств Индии.

## Структура
- Департамент по правовым вопросам
  - Правовая комиссия Индии
  - Юридическая служба Индии
  - Адвокатура
  - Апелляционный трибунал акцизной таможни и налоговой службы
  - Апелляционный трибунал по иностранной валюте
- Законодательный департамент
- Департамент юстиции